# Roope Riski
Roope Riski (* 16. August 1991 in Askainen) ist ein finnischer Fußballspieler, der als Stürmer spielt.

## Karriere

### Verein
Riski begann seine Karriere bei Maskun Palloseura, von wo er zum Turku PS wechselte. Zwischen 2009 und 2010 wurde er zweimal verliehen, an den Åbo IFK und den FC Viikingit. Im Januar 2011 wechselte er zum italienischen Erstligisten AC Cesena. Nach einer Partie für die Italiener in der Serie A folgten mehrere Leihen: Im Sommer 2011 wurde er an seinen Ex-Klub Turku verliehen, danach nach Norwegen an den Hønefoss BK und erneut an Turku.
Zur Saison 2014 endeten die Leihen und er kehrte zu Hønefoss zurück. Zur Saison 2015 schloss er sich dem FK Haugesund an. Im Sommer 2015 kehrte er leihweise nach Finnland zurück, wo er zum Seinäjoen JK wechselte. Zur Saison 2016 wurde er fest von den Finnen verpflichtet.
Nachdem Riski in der Saison 2016 in der ersten finnischen Liga mit 17 Treffern Torschützenkönig geworden war, wurde er im Januar 2017 vom deutschen Drittligisten SC Paderborn 07 auf Leihbasis bis Juni 2017 verpflichtet.
Nach dem Ende der Leihe wechselte er zur Saison 2017/18 zum österreichischen Bundesligisten SKN St. Pölten, bei dem er einen bis Juni 2020 gültigen Vertrag erhielt. Im August 2018 wurde er nach Griechenland an den Zweitligisten Kissamikos verliehen. Nach dem Ende der Leihe kehrte er zur Saison 2019/20 zu St. Pölten zurück.
Im Januar 2020 kehrte er nach Finnland zurück und wechselte zum HJK Helsinki. In seiner ersten Saison beim Rekordmeister wurde er 2020 mit 16 Toren in 20 Spielen zum zweiten Mal Torschützenkönig der Veikkausliiga und gewann mit der Mannschaft das Double aus Meisterschaft und Pokal. In den folgenden beiden Spielzeiten 2021 und 2022 wurde er mit der Mannschaft erneut finnischer Meister, konnte an seine eigene Bestleistungen jedoch nicht mehr anknüpfen; während ihm 2021 in 24 Liga-Einsätzen noch sechs Tore gelangen, verpasste er 2022 und 2023 verletzungsbedingt den Großteil der beiden Saisons und kam nur noch in zehn Ligaspielen zum Einsatz.
Im Herbst 2023 wurde dann bekannt, dass Riski am 1. Januar 2024 zum Ligarivalen Tampereen Ilves wechseln wird.

### Nationalmannschaft
Am 19. Januar 2015 gab Riski sein Debüt für die finnische A-Nationalmannschaft. Dabei schoss er beim 1:0-Sieg gegen Schweden das Siegtor.

## Privates
Sein älterer Bruder Riku Riski (* 1989) war von 2011 bis 2017 ebenfalls finnischer A-Nationalspieler (27 Spiele/4 Tore) und steht aktuell beim heimischen Zweitligisten Turku PS unter Vertrag.

## Erfolge
TPS Turku
- Finnischer Pokalsieger 2010

Seinäjoen JK
- Finnischer Meister 2015

SC Paderborn 07
- Westfalenpokalsieger 2017

HJK Helsinki
- Finnischer Meister 2020, 2021, 2022
- Finnischer Pokalsieger 2020

Individuelle Auszeichnungen
- Torschützenkönig der Veikkausliiga 2016 (17 Tore), 2020 (16 Tore)